# Vasilije Adžić
Vasilije Adžić (* 12. Mai 2006 in Nikšić) ist ein montenegrinischer Fußballspieler, der als Mittelfeldspieler spielt.

## Karriere

### Verein
Adžić begann seine Karriere in der Jugend des FK Budućnost Podgorica. Am 28. August 2022 gab er im Alter von 16 Jahren beim Auswärtsspiel gegen den FK Arsenal Tivat sein Profidebüt, als er von Trainer Miodrag Dzudovic in der 79. Minute für Vasilije Terzic eingewechselt wurde. In der 88. Spielminute der Partie erzielte Adžić mit dem Siegtreffer zum 4:0 sein erstes Profitor. Damit wurde er zum bis dato jüngsten Torschützen in der Geschichte von Budućnost Podgorica und zum nach Ilija Vukotić zweitjüngsten Torschützen in der Geschichte der höchsten montenegrinischen Spielklasse Prva Crnogorska Liga.
Erste internationale Erfahrungen sammelte Vasilije Adžić im Juni 2023 mit Budućnost Podgorica in der UEFA-Champions-League-Qualifikation. In der Vorrunde am 27. Juni 2023 spielte er gegen Atlètic Club d’Escaldes (3:0) und im Entscheidungsspiel am 30. Juni 2023 gegen Breiðablik Kópavogur (0:5). In der anschließenden Qualifikation zur UEFA Conference League bestritt Adžić zwei Partien. Im Rückspiel der 2. Runde am 26. Juli 2023 gegen den FC Struga aus Nordmazedonien verbuchte er einen Treffer und eine Vorlage. Das Spiel verlor man dennoch mit 3:4.
Am 11. Oktober 2023 wurde Adžić von der britischen Tageszeitung The Guardian als einer der besten Jugendspieler des Jahrgangs 2006 weltweit genannt.
Zum 1. Juli 2024 wechselte Adžić in die zweite Mannschaft des italienischen Rekordmeisters Juventus Turin, für die er in der Serie C zum Einsatz kommen wird. Im Laufe der Saison 2024/25 debütierte Adzic sowohl in der italienischen höchsten Spielklasse Serie A als auch in der Champions League.

### Nationalmannschaft
Vasilije Adžić durchläuft seit der U15 die Juniorennationalmannschaften des FSCG und ist aktuell für die U21 Montenegros aktiv.

## Erfolge
FK Budućnost Podgorica
- montenegrinischer Meister: 2022/23